# Mirai Nikki
Mirai Nikki (яп. 未来日記, англ. Future Diary, укр. Щоденник майбутнього) — манґа Сакае Есуно, що виходить з 2006 року. У середині листопада 2008 року сьомий том манґи займав 21-ше місце за продажами в Японії, а до кінця місяця спустився на 25-е. В середині травня 2009 року восьмий том став 28-им, а до кінця місяця піднявся до дев'ятого місця. У середині листопада того ж року 20-е місце зайняв 9-ий том, до кінця місяця він опустився на 21-е місце. Десятий том у кінці березня 2010 року посів 11-е місце за продажами. Одночасно з цим том «Парадокс» зайняв 21-е місце.
9 грудня 2010 вийшла 9-хвилинна OVA-екранізація. Трансляція аніме-серіалу була запланована на осінь 2011 року і почалася дев'ятого жовтня.

## Сюжет
Головний герой серіалу — Амано Юкітеру, відлюдькуватий, слабкодухий школяр, не має друзів. Він взяв на себе роль спостерігача, який заносить всі свої спостереження в щоденник у нотатки свого мобільного телефону. Єдина його відрада — уявний світ, в якому хлопець знайшов друга — Деуса, бога, що керує часом і простором. Але, як виявилось, цей бог зовсім не уявний, а існує насправді. До того ж, Деус не безсмертний. Навіть навпаки, він доживає останні дні на цьому світі, а разом із його смертю станеться апокаліпсис. Тож завданням Деуса є пошук гідного спадкоємця, і з цією метою він влаштовує гру на виживання. Дванадцять гравців — випадково обраних абсолютно різних людей з одного міста мають зійтися в жорстокому змаганні. Допомогою для кожного слугуватимуть щоденники майбутнього — артефакти, створені Деусом, що можуть по-різному передбачати майбутнє. Одним із гравців є й Юкітеру. Його союзник у цій смертельній грі — власниця другого щоденника Юно Гасай, маніакально закохана в Амано непередбачувана дівчина.

## Персонажі

### Власники щоденників майбутнього
Амано Юкітеру (Перший) — головний герой, 14-річний школяр, власник щоденника «Щоденник спостерігача». Щоденник передбачає майбутні події, що стануться навколо Юкітеру з точки зору власника, проте не з ним самим, оскільки хлопець у буденності поводить себе саме як сторонній спостерігач.
Ґасай Юно (Друга) — головна героїня, 14-річна школярка, яндере, власниця щоденника «Щоденник Юкітеру». Її щоденник передбачає, що станеться з Амано, оскільки дівчина маніакально закохана в нього й думає лише про нього.
Хіяма Такао (Третій) — учитель у школі Юкітеру, серійний убивця, розшукуваний поліцією. Власник щоденника «Щоденник убивств», що зображує, де знаходиться наступна жертва, та як Такао її вб'є, проте не може передбачити майбутнє власника та як варто захищатися.
Курусу Кейґо (Четвертий) — поліцейський, власник четвертого щоденника «Щоденник слідчого», що показує хід майбутніх розслідувань протягом гри.
Ходжо Рейсуке (П'ятий) — п'ятирічний малюк, власник п'ятого щоденника «Щоденик суперзору». Рей добре малює, тому його щоденник має вигляд зошита, де тричі на день з'являються малюнки тих подій, що стануться з власником.
Касугано Цубакі (Шоста) — голова релігійного культу, власниця шостого щоденника «Щоденник передбачень». Народилася із слабким зором, тому її щоденник має вигляд сувою, де з'являються записи про все, що побачать її послідовники. Таким чином, вона фактично має тисячу пар очей.
Ікусабі Маруко та Мікамі Ай (Сьомі) — пара закоханих, власники сьомого та пари екземплярів восьмого щоденника майбутнього.
Уесіта Камадо (Восьма)
Урю Мінене (Дев'ята)
Цюкісіма Карюудо (Десятий)
Баккус Джон (Одинадцятий)
Хірасака Йомоцу (Дванадцятий)

### Інші персонажі
Деус (Deus ex machina) — бог часу й простору. Могутня істота, проте, доживає останні дні. Якщо світ залишиться без бога, йому настане кінець, тому Деус вирішує розпочати гру за власний престол, що триватиме 90 днів по його смерть.
Мурумуру — демон, ассистентка Деуса, що допомагала йому з вибором учасників гри.
Акісе Ару — школяр, що мріє стати детективом. Насправді — штучна істота, спостерігач, створений Деусом та посланий у світ. Володіє самосвідомістю й вважає себе повноцінною особистістю, проте насправді лише виконує волю Деуса, не підозрюючи цього.
Хіната Хіно
Мао Ноносака
Косака Одзі

## Медіа

### Манґа
Манґа була серіалізована видавництвом Kadokawa Shoten і виходила у журналі Shōnen Ace з 26 січня 2006 по 25 грудня 2010. Пізніше глави манґи були зібрані у 12 танкобонів і видані Kadokawa Shoten разом з двома побічними історіями Future Diary: Mosaic та Future Diary: Paradox, виданими у окремому томі кожна. Спочатку права на видання англійською мовою отримало видавництвом Tokyopop, але було випущено тільки десять томів до того як Tokyopop припинили видавничу діяльність 31 травня 2011. Станом на серпень 2023 видавництво Viz Media отримало ліцензію і видало дев'ять томів у цифровому форматі.
У березні 2012 було оголошено, що у квітневому випуску Shōnen Ace вийде манґа Future Diary: Redial (яп. 未来日記リダイヤル, Mirai Nikki Ridaiyaru). Окремим томом її було видано у липні 2013.

## Сприйняття
Станом на середину листопада 2008 сьомий том манґи Mirai Nikki був на 21 місці у рейтингу найбільш продаваної манґи в Японії. Цей том залишався в тридцятці ще один тиждень, хоч і спустився на 25 місце. Станом на квітень 2012 в Японії було продано понад 4 мільйона копій манґи.
Назва манґи та аніме надихнули назву ботнету Mirai.